# Lidéřovice (Peč)
Lidéřovice (německy Lidersch) jsou vesnice a místní část obce Peč v okrese Jindřichův Hradec v Jihočeském kraji. Nachází se 1,6 kilometru severozápadně od Peče v nadmořské výšce 504 metrů. Její poloha je v údolí Lidéřovického potoka, pravostranného přítoku Moravské Dyje v Dačické sníženině. V současné době je ve vsi 44 domů. Ve vesnici není škola. Žáci navštěvují školu v Dačicích, respektive v Českém Rudolci.

## Historie
První písemná zmínka o vesnici pochází z roku 1332, kdy zde pražský řád křižovníků s červenou hvězdou založil kostel svatého Linharta. V 15. století byla ves připojena k česko-rudoleckému panství. Až do roku 1548, od kterého se stala majetkem dačického panství, jehož osudy sdílela až do roku 1849, se často měnili vlastníci. Fara zde byla již ve středověku, od 16. století protestantská, během protireformace přestěhovaná do Cizkrajova, potom přifařena do Lipolce.
V místě byla jednotřídní německá škola založená 1729 (nová budova postavena roku 1898), pobočka Raiffeisenkasse a sbor dobrovolných hasičů. Podle vceňovacího operátu žilo v roce 1843 v Lidéřovicích 318 obyvatel v 60 domech a 79 domácnostech. Desátky se odváděly panství Dačice a faře v Lipolci, na týdenní sobotní trhy se jezdilo do Dačic. Elektrifikována byla obec až v roce 1947 připojením k síti ZME Brno. Dne 7. června 1945 byli Němci, celkem 248 osob, odsunuti během jedné hodiny, v únoru 1946 pak byli odsunuti do Rakouska.

## Obyvatelstvo
| Rok            | 1869 | 1880 | 1890 | 1900 | 1910 | 1921 | 1930 | 1950 | 1961 | 1970 | 1980 | 1991 | 2001 | 2011 | 2021 |
| -------------- | ---- | ---- | ---- | ---- | ---- | ---- | ---- | ---- | ---- | ---- | ---- | ---- | ---- | ---- | ---- |
| Počet obyvatel | 335  | 358  | 341  | 320  | 305  | 310  | 294  | 230  | 183  | 189  | 158  | 112  | 115  | 102  | 119  |
| Počet domů     | 64   | 67   | 70   | 70   | 71   | 69   | 69   | 68   | 44   | 44   | 38   | 45   | 47   | 48   | 47   |

## Obecní správa
Při sčítání lidu v letech 1850–1959 Lidéřovice byly samostatnou obcí v okrese Dačice. V letech 1960–1979 byly částí obce Peč v okrese Jindřichův Hradec. Od 1. ledna 1980 do 30. června 1990 byly částí obce Cizkrajov v okrese Jindřichův Hradec. Od 1. července 1990 jsou opět částí obce Peč v okrese Jindřichův Hradec.

## Pamětihodnosti
- Hřbitovní dvoulodní kostel svatého Linharta z první poloviny 14. století. Komendní kostel řádu křižovníků s červenou hvězdou byl postaven jako obranný kostel. V roce 1662 byla na kamenném základě ještě z neomítnutého dřeva postavena věž se třemi zvony. Střecha věže a kostela byla kryta šindelem. Po zásahu bleskem v roce 1954 věž shořela, kostel zůstal nepoškozen.
- Kamenný kříž před hřbitovem z roku 1847

## Rodáci
- Josef Žampach (1868–1942) – rakousko-uherský politik, poslanec Moravského zemského sněmu
- Hans Handl (1891–1975) – rakouský sociálnědemokratický politik

## Galerie

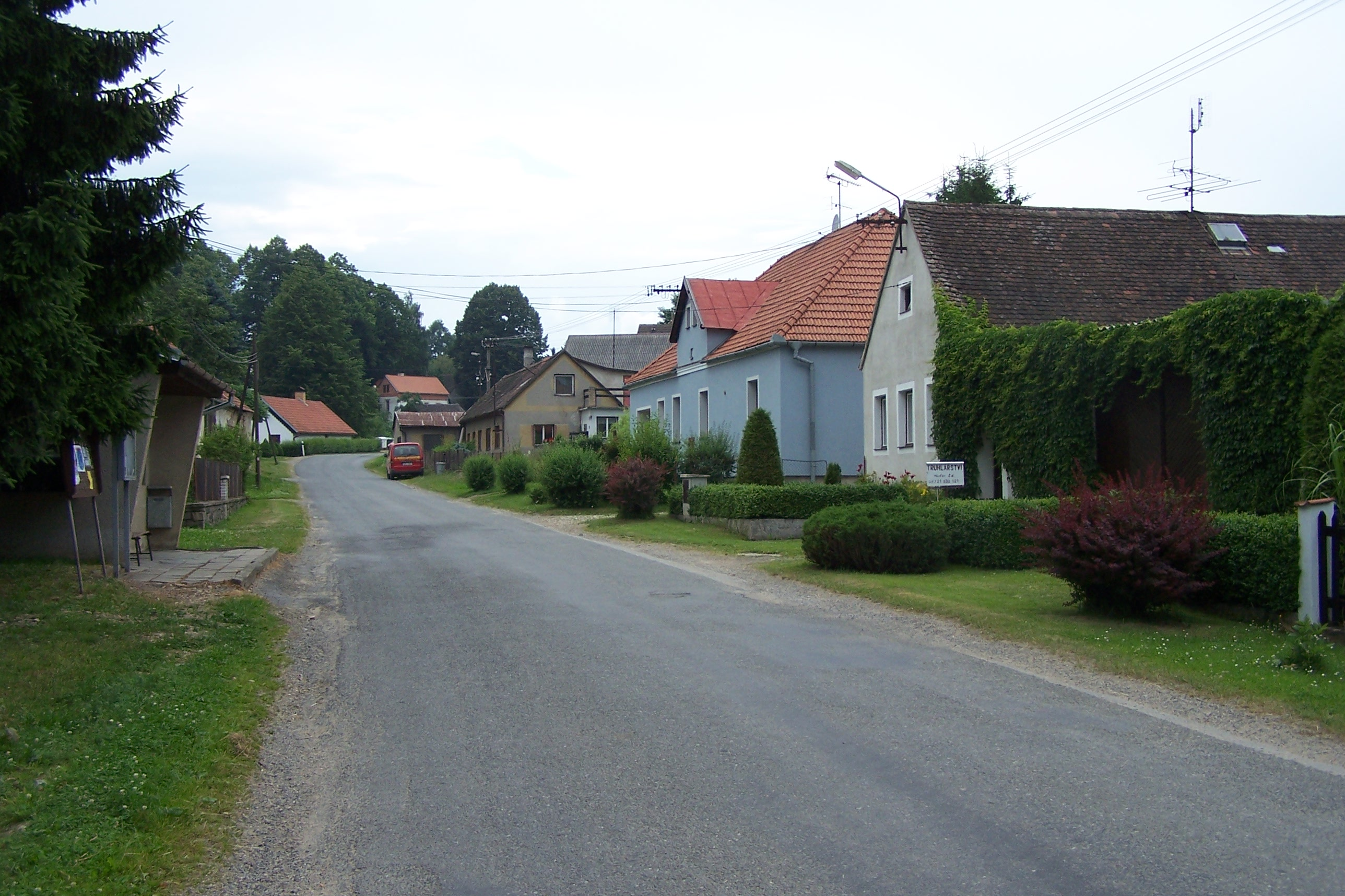
Cesta
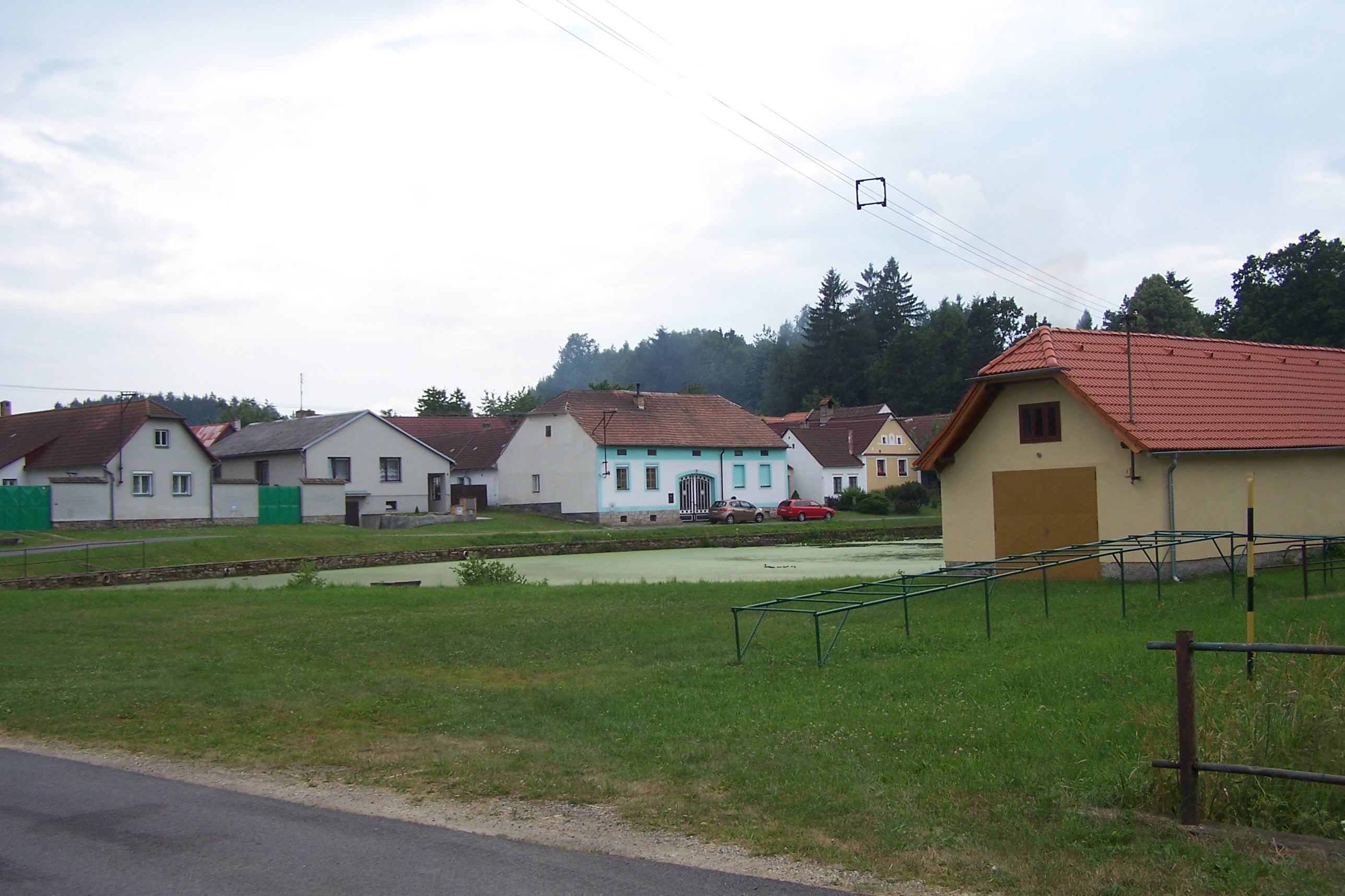
Náves
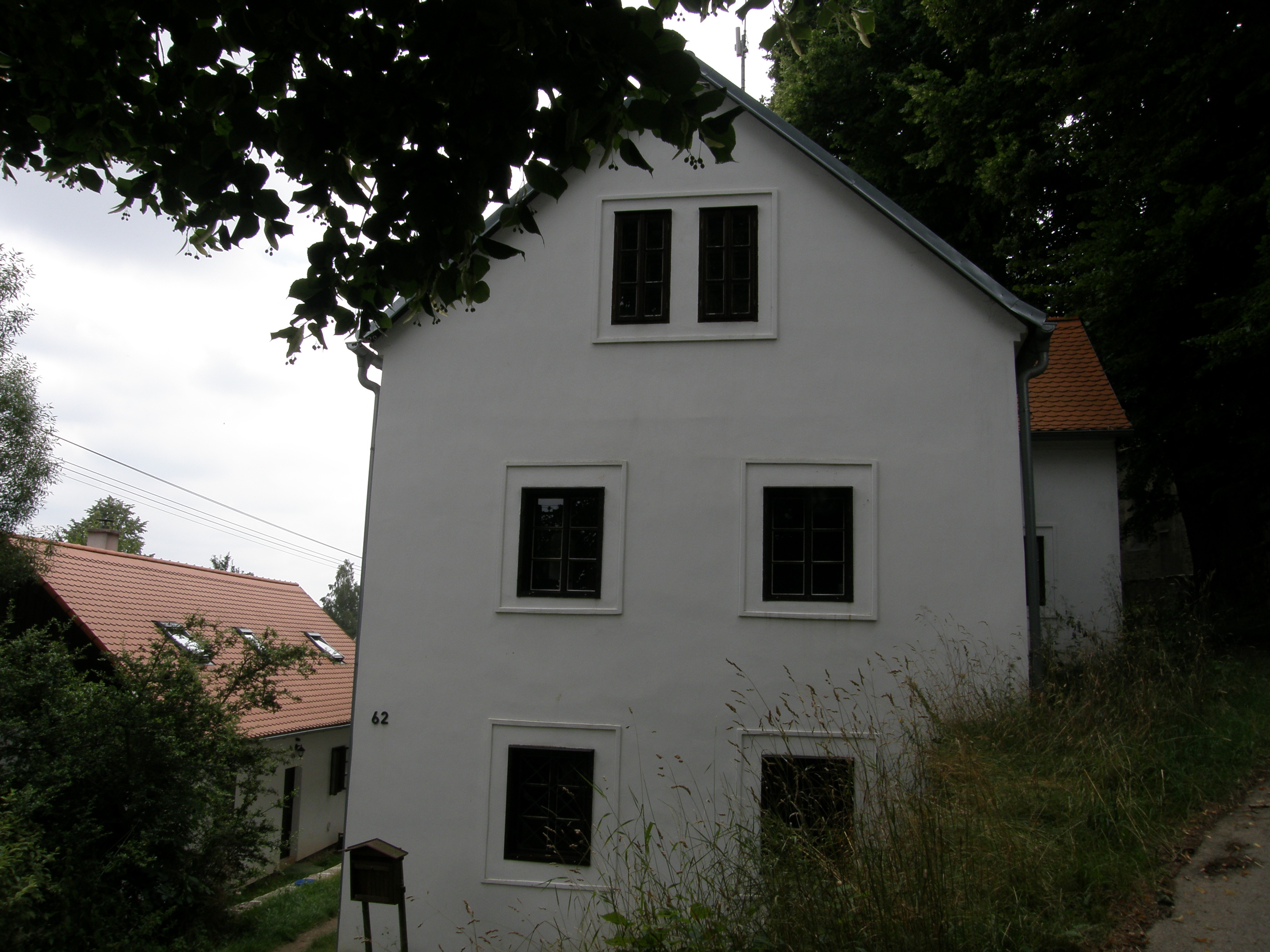
Dům